# Fanie Botha
Pour les articles homonymes, voir Botha.
Stephanus Petrus (Fanie) Botha, né le 5 mai 1922 à Lusaka en Rhodésie du nord (actuelle Zambie) et mort le 4 septembre 2010 à Pretoria en Afrique du Sud, est un homme politique sud-africain, membre du parti national et membre du parlement (1958-1983) où il représente la circonscription du Zoutpansberg. En 1968, S.P. Botha est nommé d'abord vice-ministre de l'agriculture puis est successivement ministre des Eaux et des Forêts (1968-1976), ministre des Mines et de l'Énergie (1976-1978), ministre des mines (1978-1979) dans les gouvernements de John Vorster et dans celui de Pieter Willem Botha et enfin ministre de l'Emploi (1979-1983) également dans le gouvernement de Pieter Willem Botha.
En tant que ministre, il promulgua la législation sur le réseau national des sentiers de randonnée et fonda en 1975 le Conseil national de sentier de randonnée. Il procéda également au démantèlement des lois d'apartheid et à la reconnaissance des syndicats noirs dans le domaine minier ainsi qu'au développement de l'énergie nucléaire.

## Biographie
Fanie Botha est né dans l'actuelle capitale zambienne dans une famille d'origine sud-africaine ayant émigré après la fin de la seconde guerre des Boers.
Après avoir obtenu un diplôme à l'université de Stellenbosch, il devient fermier dans la région du Zoutpansberg et député en 1958 pour la circonscription de cette même ville.
En 1968, John Vorster, devenu Premier ministre d'Afrique du Sud à la suite de l'assassinat de Hendrik Verwoerd en 1966, le fait entrer dans son gouvernement, d'abord en tant que vice-ministre de l'agriculture puis en tant que ministre des Eaux et Forêts. À ce poste, il promulgue la législation sur le réseau national des sentiers de randonnée et fonde en 1975 le Conseil national de sentier de randonnée.
En tant que ministre des mines et de l'énergie, il participe au développement du programme nucléaire sud-africain avec l'aide d'Israël, qui en échange de grandes quantités d'uranium et de tritium, fournit à l'Afrique du Sud toute l'assistance technique auquel le pays a besoin pour développer sa propre bombe atomique.
Ministre de l'emploi dans le gouvernement de Pieter Botha, Fanie Botha s'avère réformiste et procède à l'abandon de la loi réservant aux Blancs les emplois réservés dans les mines ce qui de facto l'amène à une violente confrontation avec le syndicat des mineurs blancs (Mine Workers Union). Il autorisa également la formation de syndicats noirs dans le domaine minier en 1979. Ses réformes en droit du travail ouvrirent la voie aux réformes politiques du futur président Frederik de Klerk.
En février 1983, il défie les chefs conservateurs Andries Treurnicht et Tom Langley de remettre leurs sièges parlementaires en jeu. L'objectif est de mesurer le soutien dans l'électorat blanc à la politique du gouvernement Botha à laquelle Treurnicht et Langley sont opposés. Le défi est relevé et les élections partielles ont lieu en mai 1983. Si Treurnicht est facilement réélu et que le parti national l'emporte dans l'ancienne circonscription de Langley à Waterkloof dans la banlieue de Pretoria, Fanie Botha est pour sa part réélu dans sa circonscription du Soutpansberg, avec 6101 voix exprimées face à Tom Langley (5479 voix), soit 621 voix de différence.
En difficulté financière sur le plan personnel, Fanie Botha sollicite des fonds auprès de hauts gradés de l'armée et de certains de ses intermédiaires israéliens, en échange notamment de concessions diamantifières qu'il ne possède pas. Alors que l'affaire est sur le point d'être divulguée par le Sunday Times, Fanie Botha obtient du propriétaire du journal, Harry Oppenheimer, par ailleurs patron de l'Anglo American, de ne pas publier d'articles rendant publique son insolvabilité. L'histoire sera néanmoins rendue publique par un autre quotidien, le Sunday Express, obligeant Fanie Botha à démissionner du gouvernement le 15 novembre 1983. Retiré de la vie politique, il passe le reste de sa vie dans sa ferme du nord-Transvaal à Messina jusqu'à son hospitalisation dans une unité de soins intensifs à Pretoria en 2008. Il y meurt le 4 septembre 2010.
Veuf depuis 4 ans, il avait eu 5 enfants.